# CEUE
O Centro de Estudantes Universitários de Engenharia (CEUE) da Universidade Federal do Rio Grande do Sul (UFRGS) é um centro acadêmico do estado do Rio Grande do Sul.
É considerado o mais antigo do Brasil, fundado oficialmente em 8 de julho de 1903.[carece de fontes?] Surgiu da oficialização do que então era uma agremiação já existente na época dos estudantes da Escola de Engenharia da UFRGS.
Em julho de 1903, o CEUE se apresentou como a instituição responsável pela reorganização do "Grêmio dos Estudantes" na Escola de Engenharia. Desde a sua origem, teve como meta o desenvolvimento das habilidades cientificas e literárias de seus associados, sendo sua primeira ação prática, no decorrer de 1903, a organização de uma biblioteca. O movimento estudantil na Escola de Engenharia se insere na sociedade e no meio acadêmico buscando um bom funcionamento orgânico da sociedade, e agindo em defesa dos interesses dos alunos da Escola de Engenharia. O "Grêmio dos Estudantes da Escola de Engenharia", desde então, tornou-se um lugar onde os estudantes passaram a se instrumentalizar para construir um país que estava começando a realizar a transição de uma economia ruralizada para um país industrializado.
Ao longo das décadas de 40, 50 e 60, o CEUE passou a ser reconhecido como referência em qualidade acadêmica. Apostilas confeccionadas a partir das anotações de aula dos próprios estudantes eram requisitadas por escolas de outros estados do Brasil, tendo sua qualidade reconhecida em outras faculdades.
O CEUE participou ativamente no processo da redemocratização brasileira. Ao longo dos anos 90 e início do novo milênio, ficou famoso pelas festas das “Catacumbas”, eternizadas na memória de milhares de ex-alunos pelos excelentes momentos de confraternização. O trabalho com o cursinho popular - iniciado a mais de 60 anos - transcende a preocupação com a inclusão social na Universidade, dando a alunos carentes melhores chances - em vezes, uma oportunidade - de ingresso na Universidade Federal do Rio Grande do Sul.

## CEUE - Desde 1903 - O Centro Acadêmico mais antigo do Brasil!
Em julho de 1903, o CEUE se apresentou como a instituição responsável pela reorganização do "Grêmio dos Estudantes" na Escola de Engenharia. Desde a sua origem, teve como meta o desenvolvimento das habilidades cientificas e literárias de seus associados, sendo sua primeira ação prática, no decorrer de 1903, a organização de uma biblioteca. O movimento estudantil na Escola de Engenharia se insere na sociedade e no meio acadêmico buscando um bom funcionamento orgânico da sociedade, e agindo em defesa dos interesses dos alunos da Escola de Engenharia. O "Grêmio dos Estudantes da Escola de Engenharia", desde então, tornou-se um lugar onde os estudantes passaram a se instrumentalizar para construir um país que estava começando a realizar a transição de uma economia ruralizada para um país industrializado. 
Ao longo das décadas de 40, 50 e 60, o CEUE passou a ser reconhecido como referência em qualidade acadêmica. Apostilas confeccionadas a partir das anotações de aula dos próprios estudantes eram requisitadas por escolas de outros estados do Brasil, tendo sua qualidade reconhecida em outras faculdades.
O CEUE participou ativamente no processo da redemocratização brasileira. Ao longo dos anos 90 e início do novo milênio, ficou famoso pelas festas das “Catacumbas”, eternizadas na memória de milhares de ex-alunos pelos excelentes momentos de confraternização. O trabalho com o cursinho popular - iniciado a mais de 60 anos - transcende a preocupação com a inclusão social na Universidade, dando a alunos carentes melhores chances - em vezes, uma oportunidade - de ingresso na Universidade Federal do Rio Grande do Sul.
Em suma, o CEUE não é apenas um centro acadêmico, o CEUE é muito mais! O CEUE é um instrumento de formação cívica, formando os líderes do amanhã.

### Engenharias ligadas ao CEUE
Na prática, são associados do CEUE todos os estudantes vinculados à Escola de Engenharia da UFRGS, que representa:
- Engenharia Ambiental
- Engenharia Civil
- Engenharia Elétrica
- Engenharia Mecânica
- Engenharia de Materiais
- Engenharia Física
- Engenharia de Energia
- Engenharia de Controle e Automação
- Engenharia de Computação
- Engenharia Metalúrgica
- Engenharia de Minas
- Engenharia de Produção e Transportes
- Engenharia Química

### Eleições e Mandatos
O CEUE realiza eleições anuais no final do segundo semestre, geralmente em outubro/novembro, com cerimônia de posse da nova gestão eleita ocorrendo na primeira quinzena de dezembro.
Em 2009 o CEUE reformatou suas práticas eleitorais, onde o Conselho de Representantes aprovou o uso do Portal do Aluno da UFRGS para realizar a eleição. Essa primeira eleição se mostrou um grande sucesso, constatado na maior participação dos associados no pleito comparado com o sistema de votos em envelope e urna de pano.
Desde então utiliza-se esse modelo para os pleitos do CEUE e das entidades de representação estudantil confederadas. No ano de 2011 ocorreu a participação recorde em um pleito, com mais de 900 participantes.

### AAEE - Atlética
A Associação Atlética Acadêmica da Escola de Engenharia da Universidade Federal do Rio Grande do Sul, carinhosamente AAEE, foi fundada em 04 de abril de 2012 com o objetivo de difundir a prática desportiva entre os associados do CEUE.
Seu primeiro grande evento foi a participação nas Engenharíadas Paranaense, onde logrou ótimos resultados.
As cores oficiais da AAEE são o o Azul Pantone e o Branco.
A AAEE é presidida por um dos vice-presidentes do CEUE, a quem cabe nomear o restante da Diretoria Executiva da AAEE

## Sócios Fundadores do CEUE
João Moreira de Oliveira
Mathias Alfredo Wiltgen
Gabriel Azambuja
F de Paula Gomes
Salustiano Cardoso Espindola
Adolfo BarretoViana
Ildefonso da Silva Dias
Oscar O. Ramos
João Luderitz
Edgar Vieira
João Ferlini
Candido Lucas Gaffre
José Bina Fanyat
Evandro Ribeiro
José Borges de Medeiros
Candido Pacheco de Castro
Augusto Melo Carvalho
Arnaldo Franco Porto Alegre
Joaquim de Souza Almeida
Francisco Correa Machado
Diogenes Monteiro Tourinho
Augusto Sá
Carlos D’ Oliveira Freitas
Armando de Paiva Chaves